# Printemps (roman)
Pour les articles homonymes, voir Printemps (homonymie).
Printemps est le 29e roman de Rachid Boudjedra,, paru en 2014 aux éditions Grasset. Il raconte l'histoire de Teldj, une jeune femme de 30 ans, enseignante d'arabe érotique à l'université d'Alger. Ex championne du 400 mètres haies, l’héroïne du roman n'a aucune gêne de montrer son attirance pour la gent féminine.

## Résumé
Teldj est une femme âgée de 30 ans, émancipée, lesbienne, enseignante en littérature érotique arabe à l'université d'Alger, une ancienne championne d'Algérie du 400 mètres haies. Décrite comme étant une femme brune, aux chevaux drus et noirs coupés court, grande de taille mesurant 1,79 mètre. Le protagoniste est traumatisé par l'assassinat de sa mère pendant la décennie noire, par les islamistes.
Cet accident qui a chamboulé sa vie, sa vision par rapport au masculin notamment après avoir été violé à l’âge de 7 ans et surtout sa recherche constante de la figure maternelle à travers ses conquêtes amoureuses avec le sexe féminin.
Teldj, après de nombreuses histoires avec plusieurs femmes, fait la rencontre d'une jeune femme espagnole se prénommant Nieve et tombe éperdument amoureuse d'elle. d'un coup les deux voix s'entremêlent -celle de l'orient arabe avec celle de l'occident- pour ne former à la fin qu'un seul discours de l'Histoire celui de la vérité. Les deux prénoms, chacun dans sa langue, veulent dire « neige », une similitude mise en exergue par l'auteur afin de mieux raconter une passion, celle de deux femmes, celle de deux cultures, de deux civilisations étroitement liées et trop différentes à la fois.
La voix de Teldj ne cesse de retentir tout au long du roman pour faire écho aux événements du printemps arabe. Sa voix s'unit à celle de l'auteur pour montrer la vision du monde de ce dernier, son idéologie et sa perceptions vis-à-vis des faits de l'Histoire qui ont été souvent falsifiés selon le narrateur. Ainsi, les événements qui ont touché certains pays arabes comme la Tunisie, la Libye, l'Égypte la Syrie et le Yémen font rappeler à Teldj ce que l'Algérie a vécu dans les années 90, une période sombre et ensanglante dans l'histoire de ce pays. Par ailleurs, elle nous fait lire l'Histoire à travers des fragments de manchettes de journaux, des clichés de photos jaunis collectionnés par son père ou à travers des témoignages de son père et son grand-père et met en relation le passé et le présent afin de constituer sa propre structure de l'Histoire telle qu'elle la conçoit.

## Personnages
- Teldj, l'autre voix de Boudjedra et son porte-parole.
- Nieve, une Espagnole qui est venue chercher du travail à Alger, et développe une histoire d'amour très intense avec l’héroïne Teldj.
- Salim, le père de Teldj.
- May, une amante avec qui la narratrice a vécu une histoire d'amour de courte durée, lors de son séjour en Chine.

## Analyse
Boudjedra avec ses penchants marxistes et à l’instar de son héroïne, ne pense pas que les soulèvements de ces dernières années dans le monde arabe puissent mériter le qualificatif de "Printemps" et encore moins celui de "révolution" attribué par les médias occidentaux. Selon l'auteur de la Répudiation, ces soulèvements menaient tout droit à l’"hiver" islamiste, marquant un recul et non un progrès, était selon lui dès le début une évidence.
Outre, il cherche à travers son roman, à avertir les autres pays arabes afin de se méfier de ce "printemps" car il peut engendrer l’ascension des islamistes radicales au pouvoir, comme a été le cas en Algérie.
Athéisme, homosexualité, nymphomanie, masturbation, des thématiques tabous que l'auteur essaye de briser dans son roman afin de montrer l'autre parallèle algérien qui a été souvent occulté par les autres auteurs algériens En effet, la trame du roman s'organise autour d'une passion amoureuse entre deux femmes, un tabou brisé dans une société très conservatrice où l'homosexuel est sanctionné par la société et condamné par la loi -pour atteinte aux mœurs et à la pudeur.
Par ailleurs, l'auteur recours à la réactualisation du conte de Blanche-Neige. En effet, la narratrice s'appelle Teldj, en arabe, cela veut dire neige et réfère à Blanche-Neige l’héroïne du conte des frères Grimm. Ceci, pour reconstruire l'image de la neige -symbolisant la pureté- souillée par le sang -qui lui, symbolise le meurtre et la mort. Au fait, la mère de Teldj a été assassiné dans une journée macabre et enneigée. Une scène qui démontre l'image de la terre blanche et pure maculée par les traces de sang.